# 1958 au Manitoba
Chronologie du Manitoba
- 1954
- 1955
- 1956
- 1957
- 1958
- 1959
- 1960
- 1961
- 1962

Cette page concerne des événements survenus durant l'année 1958 dans la province canadienne du Manitoba.

## Politique
- Premier ministre : Douglas Lloyd Campbell puis Dufferin Roblin
- Chef de l'Opposition :
- Lieutenant-gouverneur : John Stewart McDiarmid
- Législature :

## Naissances
- Martha Burns, née à Winnipeg, actrice canadienne.
- David Huband, né à Winnipeg, acteur et scénariste canadien .
- Joëlle Rabu, née à Winnipeg, chanteuse canadienne bilingue (anglais-français). Elle a aussi chanté en espéranto.

- 20 janvier : Jordy Paul Douglas (né à Winnipeg), joueur professionnel de hockey sur glace.

- 28 juillet : Terrance Stanley « Terry » Fox (né à Winnipeg et mort le 28 juin 1981), athlète et militant canadien pour la recherche contre le cancer. Il devint célèbre pour son « Marathon de l'espoir », couru à travers le Canada avec une jambe artificielle pour lever des fonds pour la recherche contre le cancer. Il est considéré comme un des plus grands héros canadiens du XXe siècle[1] ; sa mémoire est honorée chaque septembre, lors des populaires Courses Terry Fox[1].

- 20 septembre : Mychael Danna, né à Winnipeg, compositeur de musique canadien.